# Biblioteca Pública del Condado de Fresno

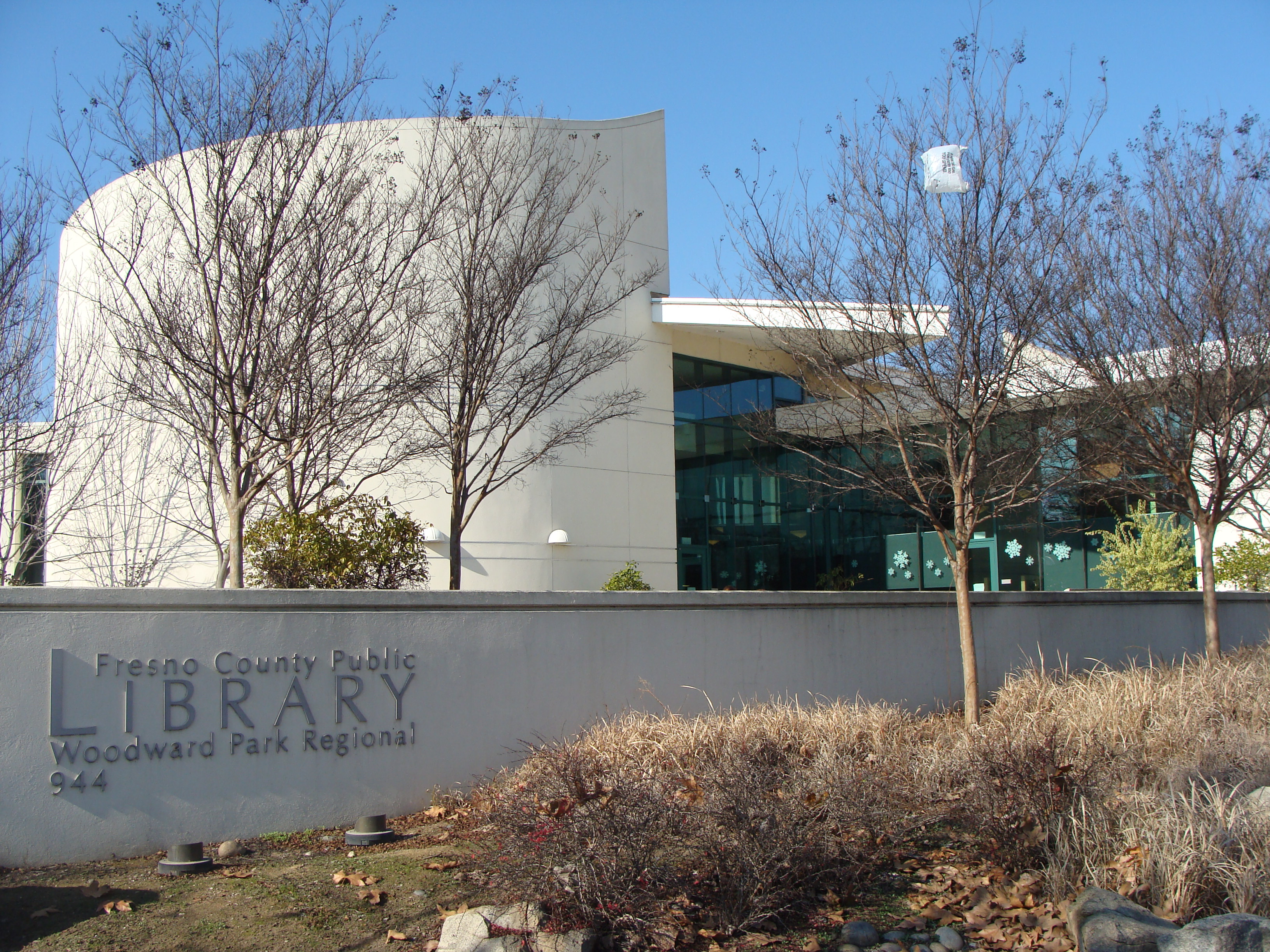
Sucursal Woodward Park

La Biblioteca Pública del Condado de Fresno (Fresno County Public Library) es el sistema de bibliotecas del Condado de Fresno, California, Estados Unidos. Tiene su sede en Fresno, California. El sistema tiene sucursales y «bookmobiles».

## Bibliotecas
Sucursales en el área Metro de Fresno-Clovis:
- Central Library (Fresno)
  - California History & Genealogy Room
- Cedar-Clinton Branch Library (Fresno)
- Clovis Regional Library (Clovis)
- Fig Garden Regional Library (Fresno)
- Gillis Branch Library (Fresno)
- Fresno County Library Literacy Services Center (Fresno)
- Mosqueda Branch Library (Fresno)
- Pinedale Branch Library (Pinedale, Fresno)
- Politi Branch Library (Fresno)
- Senior Resource Center Library (Fresno)
- Sunnyside Regional Library (Fresno)
- Talking Book Library for the Blind (Fresno)
- West Fresno Branch Library (Fresno)
- Woodward Park Regional Library (Fresno)

Sucursales al este de la Ruta Estatal de California 99:
- Auberry Branch Library (Auberry, Área no incorporada)
- Bear Mountain Branch Library (Squaw Valley, Unincorporated area)
- Big Creek Branch Library (Big Creek, Área no incorporada)
- Fowler Branch Library (Fowler)
- Kingsburg Branch Library (Kingsburg)
- Orange Cove Branch Library (Orange Cove)
- Parlier Branch Library (Parlier)
- Piedra Branch Library (Área no incorporada)
- Reedley Branch Library (Reedley)
- Sanger Branch Library (Sanger)
- Selma Branch Library (Selma)
- Shaver Lake Branch Library (Shaver Lake, Área no incorporada)

Sucursales al oeste de la Ruta Estatal de California 99:
- Caruthers Branch Library (Caruthers)
- Easton Branch Library (Easton)
- Firebaugh Branch Library (Firebaugh)
- Kerman Branch Library (Kerman)
- Laton Branch Library (Laton)
- Mendota Branch Library (Mendota)
- Riverdale Branch Library (Riverdale)
- San Joaquin Branch Library (San Joaquin)
- Tranquillity Branch Library (Tranquillity)